# Rūta Ščiogolevaitė
Rūta Ščiogolevaitė-Damijonaitienė (Šiauliai, 25 giugno 1981) è una cantante lituana. Rūta ha frequentato una scuola di musica nella sua città natale, per poi trasferirsi nella capitale lituana Vilnius all'età di 14 anni per studiare pianoforte in conservatorio, dove si è diplomata nel 2001.
Rūta ha tentato di rappresentare la Lituania all'Eurovision Song Contest sei volte, quattro delle quali ha raggiunto la top 3 nella finale nazionale lituana. La sua discografia include quattro album da solista, un album in collaborazione con le popstar lituane Atlanta e Taja, e un album live di musica jazz con Valerijus Ramoška.

## Carriera
Nel 1998 è uscito l'album di debutto di Rūta, Kelionė tolyn, pubblicato su etichette discografiche Pūkas e Veža Records. La cantante ha tentato di rappresentare la Lituania all'Eurovision Song Contest 1999 con un brano dell'album, Vasaros buvo per daug, ma non è risultata fra i quattro più votati nella finale nazionale.
Nel 2004 Rūta ha partecipato alla selezione nazionale lituana per l'Eurovision Song Contest 2004, ottenendo il massimo del punteggio dalla giuria, ma risultando la quinta più televotata su 18 partecipanti, finendo seconda. L'anno successivo è uscito il suo secondo album, Mano dainos.
Per una terza volta, Rūta ha tentato di rappresentare la sua nazione all'Eurovision nel 2007 con If I Ever Make You Cry, in un programma di selezione nazionale il cui vincitore sarebbe stato determinato interamente dal voto del pubblico. Dopo avere superato il primo round con oltre 10.000 televoti ottenuti, il massimo della serata, Rūta è passata alla superfinale a tre, dove è arrivata seconda con poco più di 20.000 voti. If I Ever Make You Cry è stata inclusa nel terzo album di Rūta, intitolato Paskutinis šokis e uscito nel 2007. Nello stesso anno la cantante ha pubblicato, insieme alle artiste lituane Atlanta e Taja, l'album Moteriškos gyvenimo tiesos. Nel 2008 Rūta ha pubblicato un CD+DVD live di musica jazz in collaborazione con Valerijus Ramoška, intitolato Embraceable You.
Nel 2009 Rūta ha fatto parte del contest musicale Lietuvos dainų daina, il cui vincitore avrebbe rappresentato la Lituania all'Eurovision Song Contest 2009, con la canzone Redemption. Dopo essersi qualificata dai quarti di finale, arrivando terza, e dalla semifinale, sempre arrivando in terza posizione, ha cantato Redemption alla finale del 14 febbraio, dove si è piazzata quarta su 10 canzoni.
Per una quinta volta, Rūta ha tentato di rappresentare la Lituania all'Eurovision Song Contest 2011 a Düsseldorf, questa volta con la canzone Break Free. Dopo essersi qualificata dalla semifinale in seconda posizione, è risultata la terza più televotata nella finale a tre. Nel 2012 è uscito il suo sesto album, Tai – gyvenimas. Nel 2013 Rūta ha sposato Rolandas Damijonaitis.
Nel 2016 ha partecipato nuovamente alla finale nazionale lituana per l'Eurovision Song Contest 2016 con il brano United. Nonostante le critiche per l'eccessiva somiglianza ad A Million Voices di Polina Gagarina, la canzone della Russia dell'anno precedente, Rūta ha superato tutte le semifinali, mantenendosi sempre al primo posto nel televoto fino a poco prima della finale. Il 12 marzo, giorno della finale, United ha ricevuto più di 7.000 televoti, risultando la terza più votata dal pubblico, e si è piazzata al terzo posto anche nel voto della giuria.

## Discografia
- 1998 - Kelionė tolyn
- 2005 - Mano dainos
- 2007 - Paskutinis šokis
- 2007 - Moteriškos gyvenimo tiesos (con Atlanta e Taja)
- 2008 - Embraceable You (con Valerijus Ramoška)
- 2012 - Tai – gyvenimas